# زنان در چشم‌انداز رودخانه
زنان در چشم‌انداز رودخانه آخرین رمان هاینریش بل نویسنده آلمانی برنده جایزه نوبل ادبیات (۱۹۷۲) است که، برای نخستین بار، در سال ۱۹۸۵ مدتی پس از مرگ وی منتشر شد.

## در مورد کتاب
زنان در چشم‌انداز رودخانه روایتی است داستانی که در قالب نمایش نامه به رشته تحریر درامده‌است.

### شخصیت‌ها
برخی افراد برجسته داستان عبارت اند از:"پاول شونت" "هانریش فن کریل" "اسفنج" "اریکا ووبلر" و "کاتارینا ریشتر". نمایش در ایوان وسیع و مسقف یک ویلای اشرافی به اجرا درمی اید. این ایوان که به ساحل راین مشرف است محل زندگی "اریکاً و همسرش "ووبلر" است. اریکا اولین هنرمندی است که در صحنه حضور می‌یابد. او با لباس خانه و روزنامه‌ای در دست پشت میز صبحانه قرار می‌گیرد."کاتاریناً مستخدم خانه با قوری قهوه وارد می‌شود. اریکا و کاتارینا دربارهٔ مسایل روزمره گفتگو می‌کنند. اریکا در حین صحبت با کاتارینا از زندگی شخصی خود سخن می‌گوید. با ورود "ووبلر" همسر اریکا موضوع بحث ان‌ها تغییر می‌کند. ووبلر با اشاره به مقاله‌ای در روزنامه مطلب مهمی را شرح می‌دهد که ادامه داستان براساس آن شکل می‌گیرد.

## به فارسی
این کتاب توسط کامران جمالی ترجمه و توسط نشر مهناز در سال ۱۳۷۷ منشر شده‌است. این ترجمه در سال؟ توسط نشر کتاب خورشید منتشر شده و به چاپ دوم رسیده‌است.